# Berchmansus
Berchmansus is een geslacht van insecten uit de familie van de gaasvliegen (Chrysopidae), die tot de orde netvleugeligen (Neuroptera) behoort.

## Soorten
- B. adumbratus Navás, 1913
- B. cinctipes (Banks, 1915)